# Халіл Дервішоглу
Ібрагім Халіл Дервішоглу (тур. İbrahim Halil Dervişoğlu, нар. 8 грудня 1999, Роттердам) — нідерландський і турецький футболіст, нападник клубу «Галатасарай» і національної збірної Туреччини. На умовах оренди грає за клуб «Газіантеп».

## Клубна кар’єра

### «Спарта» (Роттердам)
Народився 8 грудня 1999 року в нідерландському Роттердамі. Займався футболом в академії місцевої «Спарти». У сезоні 2017/18 потрапив до молодіжної команди клубу, за яку у 25 матчах третього нідерландського дивізіону відзначився 21 голом. Паралельно основна команда «Спарти» втратила місце в елітному нідерландському дивізіоні і сезон 2018/19 проводила у другій лізі, де юний нападник вже був важливим гравцем її основного складу. Допоміг команді із першої ж спроби повернути собі місце в Ередивізі через ігри плей-оф .
У першій половині сезону 2019–20 провів 19 матчів і забив п'ять голів, після чого покинув «Спарту», маючи загалом в активі 58 матчів і 16 голів у її складі у першості країни. 

### «Брентфорд»
9 серпня 2019 року Дервішоглу підписав попередній контракт із клубом англійського Чемпіоншипу  «Брентфордом», приєднавшись до його лав 1 січня 2020 року за 3 мільйони євро. Уклав контракт на 4,5 роки і був представлений як гравець «Брентфорда» 3 січня 2020 року. До завершення сезону в усіх турнірах за нову команду взяв участь лише у 7 іграх, голами не відзначався.
На початку сезону 2020/21 лише одного разу з'являвся на полі, вийшовши на заміну у грі на Кубок Футбольної ліги, після чого на початку жовтня 2020 року був відправлений в оренду на батьківщину до «Твенте». Під час зимового трансферного вікна був повернутий до «Брентфорда», за який провів ще дві гри і забив свій перший гол за клуб у матчі на Кубок Англії проти «Міддлсбро». За два тижні знову був відданий в оренду, цього разу до турецького «Галатасарая». За його відсутності «Брентфорд» виграв підвищення до Прем'єр-ліги після перемоги у фіналі плей-оф чемпіонату 2021 року.

#### «Твенте» (оренда)
Перебував в оренді у нідерландському вищоліговому «Твенте» з 6 жовтня 2020 по 1 січня 2021 року. За цей час встиг провести за команду 10 матчів у всіх турнірах, голами не відзначався.

#### «Галатасарай» (оренда)
25 січня 2021 року Дервішоглу приєднався до турецького «Галатасарая» на умовах оренди до кінця сезону 2020–21. Початок виступів у новій команді переривався карантином через позитивний тест на COVID-19, утім згодом по ходу сезону нападник набрав форму, із запасного гравця ставши гравцем стартового складу і видавши серію із чотирьох ігор, в яких забив три голи. Загалом до завершення сезону 2020/21, в якому «Галатасараю» для здобуття чемпіонського титулу не вистачило одного забитого гола, взяв участь у 12 іграх, забив три м'ячі. 1 вересня 2021 був орендований клубом ще на сезон.

## Виступи за збірні
Завдяки турецькому походженню народжений у Нідерландах Дервішоглу мав право представляти Нідерланди або Туреччину на рівні національних команд.
Зробивши вибір на користь історичної батьківщини, гравець 2018 року провів декілька ігор за юнацьку збірну Туреччини (U-19), того ж року дебютав в іграх молодіжної збірної країни.
2021 року був включений до заявки національної збірної Туреччини для участі у Євро-2020, а дебютував у її складі у передтурнірному товариському матчі проти Азербайджану 27 травня 2021 року. У тому ж матчі він забив свій перший гол за головну збірну, допомігши їй здобути перемогу 2:1. 
| Дата       | Місто      | Господарі         | Результат | Гості             | Турнір                               | Голи | Примітки |
| ---------- | ---------- | ----------------- | --------- | ----------------- | ------------------------------------ | ---- | -------- |
| 27-5-2021  | Аланія     | Туреччина         | 2 – 1     | Азербайджан       | товариський матч                     | 1    | 67'      |
| 31-5-2021  | Анталія    | Туреччина         | 0 – 0     | Гвінея            | товариський матч                     | -    | 65'      |
| 11-6-2021  | Рим        | Італія            | 3 – 0     | Туреччина         | ЧЄ 2020 - 1-й етап                   | -    | 76' 90'  |
| 16-6-2021  | Баку       | Туреччина         | 0 – 2     | Уельс             | ЧЄ 2020 - 1-й етап                   | -    | 75'      |
| 4-9-2021   | Гібралтар  | Гібралтар         | 0 – 3     | Туреччина         | Відбір до ЧС 2022                    | 1    | 46'      |
| 7-9-2021   | Амстердам  | Нідерланди        | 6 – 1     | Туреччина         | Відбір до ЧС 2022                    | -    | 86'      |
| 11-10-2021 | Рига       | Латвія            | 1 – 2     | Туреччина         | Відбір до ЧС 2022                    | -    | 74'      |
| 13-11-2021 | Стамбул    | Туреччина         | 6 – 0     | Гібралтар         | Відбір до ЧС 2022                    | 2    | 69'      |
| 16-11-2021 | Подгориця  | Чорногорія        | 1 – 2     | Туреччина         | Відбір до ЧС 2022                    | -    | 69'      |
| 4-6-2022   | Стамбул    | Туреччина         | 4 – 0     | Фарерські острови | Ліга націй УЄФА 2022-2023 - 1-й етап | 1    | 65'      |
| 7-6-2022   | Вільнюс    | Литва             | 0 – 6     | Туреччина         | Ліга націй УЄФА 2022-2023 - 1-й етап | 1    |          |
| 11-6-2022  | Люксембург | Люксембург        | 0 – 2     | Туреччина         | Ліга націй УЄФА 2022-2023 - 1-й етап | -    | 68'      |
| 14-6-2022  | Стамбул    | Туреччина         | 2 – 0     | Литва             | Ліга націй УЄФА 2022-2023 - 1-й етап | -    | 62'      |
| 22-9-2022  | Стамбул    | Туреччина         | 3 – 3     | Люксембург        | Ліга націй УЄФА 2022-2023 - 1-й етап | -    | 46'      |
| 25-9-2022  | Торсгавн   | Фарерські острови | 2 – 1     | Туреччина         | Ліга націй УЄФА 2022-2023 - 1-й етап | -    | 59'      |
| 8-9-2023   | Ескішехір  | Туреччина         | 1 – 1     | Вірменія          | Відбір до ЧЄ 2024                    | -    | 61'      |
| Усього     |            | Матчів            | 16        |                   | Голів                                | 6    |          |